# Lovreć
Lovreć est un village et une municipalité située en Dalmatie, dans le comitat de Split-Dalmatie, en Croatie. Au recensement de 2001, la municipalité comptait 2 500 habitants, dont 99,00 % de Croates et le village seul comptait 856 habitants.

## Localités
La municipalité de Lovreć compte 5 localités :
- Dobrinče
- Lovreć
- Medovdolac
- Opanci
- Studenci.